# Johanna Christiana Gok

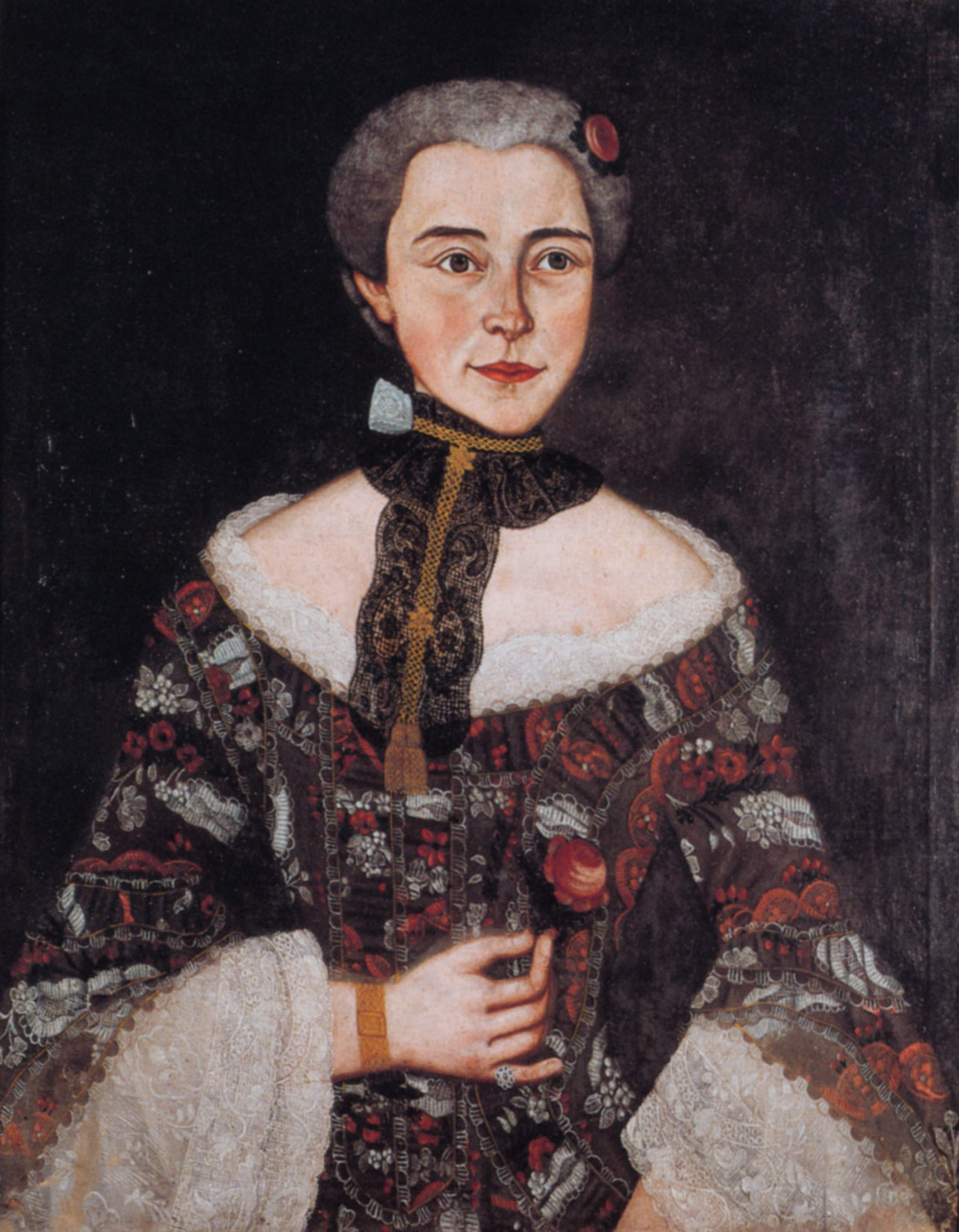
Johanna Christiane Hölderlin, Porträt von 1767

Johanna Christiana Gok, geborene Heyn und verwitwete Hölderlin, die Vornamen auch gelegentlich Johanne oder Christiane (geboren am 8. Juli 1748 in Frauenzimmern; gestorben am 17. Februar 1828 in Nürtingen) war die Mutter und der Vormund Friedrich Hölderlins.

## Leben

### Herkunft
Johanna Christiana Heyn war die Tochter des Johann Andreas Heyn (1712–1772), des ursprünglich aus Sachsen-Gotha stammenden Pfarrers von Cleebronn, und seiner Frau Johanna Rosina Sutor (1725–1802), die einer einheimischen Pfarrersfamilie entstammte. Ihre Herkunft galt als Teil des schwäbischen Pietisten-Adels.
Johanna Christiana lebte lange im gemeinsamen Haushalt mit ihrer Mutter, welche auch später maßgeblich an der Erziehung ihrer Enkel teilhatte.

### Erste Ehe
1766 heiratete sie den vermögenden Klosterhofmeister Heinrich Friedrich Hölderlin (1736–1772). Das Paar wohnte im Amtshaus des Klosterhofmeisters im ehemaligen Kloster Lauffen und hatte drei gemeinsame Kinder:
- Friedrich Hölderlin (1770–1843)
- Johanna Christiana Friderica Hölderlin (1771–1775)[1]
- Maria Eleonora Heinrica Hölderlin, verheiratete Breunlin (* 15. August 1772; † 6. Februar 1850). Sie wurde „Rike“ genannt. Ehefrau von Matthäus Theodor Breunlin, Mutter von drei Kindern.[2]

Heinrich Friedrich Hölderlin starb 1772 noch vor der Geburt der Tochter Rike. Anschließend zog Johanna Christiana Hölderlin mit ihren drei Kindern in ein privates Wohnhaus in Lauffen, das heute ein Hölderlin-Museum ist und Hölderlinhaus genannt wird. Zusammen mit zwei Tanten von Friedrich Hölderlin wohnte sie zwei Jahre lang in diesem Haus.

### Zweite Ehe
1774 zog sie mit ihren Kindern weiter nach Nürtingen und heiratete dort Johann Christoph Gok (1748–1779), einen Weinhändler und Kammerrat, der später Bürgermeister der Stadt wurde. Mit ihm hatte sie den Sohn Karl Gok (1776–1849).
Johann Christoph Gok kümmerte sich gut um seine Stiefkinder. Er starb aber am 13. März 1779, so dass Johanna Christiana Gok im Alter von 30 Jahren zum zweiten Mal Witwe wurde.

### Verhältnis zu ihrem Sohn Friedrich
Nach dem Tod ihres zweiten Ehemannes oblag ihr die Verwaltung des großen Grundbesitzes und der Familienkasse, über die Hölderlin nie verfügen durfte.
Es war ihr ein großes Bedürfnis, ihren älteren Sohn Friedrich als Verwalter seines Erbes in einer Pfarrstelle zu sehen, weshalb Friedrich Hölderlin die örtliche Lateinschule und dann weiterführende Schulen und Universitäten besuchte. Karl Gok wurde dies nicht gestattet.
Nach Abschluss seines Studiums zeigte sie Hölderlin in ihren Briefen immer wieder von ihr ausfindig gemachte Anstellungsmöglichkeiten als Lehrer und Pfarrer an, die der junge Dichter jedoch stets ablehnte, da er sich den damit verbundenen Verpflichtungen nicht gewachsen sah. Trotz dieses nie offen ausgetragenen Streites blieb ihr Haus in den Jahren seines Studiums und darüber hinaus stets erster Zufluchtsort für ihn.
Nach seiner Zwangsbehandlung 1806 war Friedrich Hölderlin in der Obhut des Tübinger Tischlers Ernst Zimmer. In dieser Zeit brach der Briefkontakt zu ihrem Sohn nicht ab. Sie zeigte weiterhin Fürsorge für ihren Sohn. Bis zu ihrem Tod am 17. Februar 1828 blieb sie auch dessen Vormund.